# 低颈属
低頸屬是棘口科棘口亞科的吸蟲，只有下列三個物種:322：
- 似锥低颈吸虫（ (Bloch, 1782)[4] Dietz, 1909[1]）
- 接睾低颈吸虫（Hypoderaeum gnedini (Baschkirova, 1941)[5][3]:322[6]:442），也称格氏低颈吸虫
- 瓣睾低颈吸虫（ (Baschkirova, 1941)[7][3]:322[6]:442），也称滨鹬低颈吸虫。